# Człowiek ze stali
Człowiek ze stali (ang. Man of Steel) – amerykański fantastycznonaukowy film akcji z 2013 roku na podstawie serii komiksów o superbohaterze o pseudonimie Superman wydawnictwa DC Comics. Za reżyserię filmu odpowiadał Zack Snyder, a za scenariusz David S. Goyer. W rolach głównych wystąpili: Henry Cavill, Amy Adams, Michael Shannon, Kevin Costner, Diane Lane, Laurence Fishburne, Antje Traue, Ayelet Zurer, Christopher Meloni i Russell Crowe.
W filmie Clark Kent dowiaduje się, że jest obdarzonym supermocami kosmitą z planety Krypton. Jako Superman przyjmuje rolę obrońcy ludzkości decydując się stawić czoła generałowi Zodowi i powstrzymać go przed zniszczeniem ludzkości.
Prace nad filmem rozpoczęły się w 2008 roku, gdy Warner Bros. przyjął propozycje od autorów komiksów, scenarzystów i reżyserów decydując się na restart serii. W 2009 roku sąd wydał orzeczenie, na mocy którego rodzina Jerry’ego Siegela odzyskała prawa do Supermana. W orzeczeniu stwierdzono, że Warner Bros. nie jest winne rodzinom dodatkowych tantiem za poprzednie filmy, ale jeśli nie rozpocznie produkcji filmu o Supermanie do 2011 roku to spadkobiercy Shustera i Siegela będą mogli złożyć pozew o utracone dochody z nieprodukowanego filmu. Producent Christopher Nolan przedstawił pomysł Goyera na scenariusz po dyskusji na temat fabuły filmu Mroczny Rycerz powstaje, a Snyder został zatrudniony jako reżyser filmu w październiku 2010 roku. Zdjęcia rozpoczęły się w sierpniu 2011 roku w West Chicago, a następnie przeniesiono je do Vancouver i Plano.
Jest to pierwszy film należący do franczyzy DC Extended Universe. Światowa premiera miała miejsce 10 czerwca 2013 roku w Nowym Jorku, a w Polsce film zadebiutował 21 czerwca tego samego roku. Przy budżecie 225 milionów dolarów film zarobił ponad 668 milionów i wywołał mieszaną reakcję krytyków. Chwalili oni sekwencje akcji, oprawę wizualną i muzykę Hansa Zimmera, ale krytykowali tempo, mroczny ton i brak rozwoju postaci.
Kontynuacja Człowieka ze stali, zatytułowana Batman v Superman: Świt sprawiedliwości, ukazała się 25 marca 2016 roku.

## Fabuła
Planeta Krypton ulega destabilizacji w wyniku eksploatacji jądra planety. Tuż przed eksplozją planety Jor-El, główny doradca Najwyższej Rady Kryptonu, wszczepia kodeks genetyczny swojemu synowi, Kal-Elowi, pierwszemu od wieków naturalnie urodzonemu kryptońskiemu dziecku. Następnie wysyła Kal-Ela w statku kosmicznym na Ziemię, po czym zostaje zabity przez zbuntowanego generała Zoda. Kal-El ląduje w Kansas, gdzie zostaje adoptowany przez Jonathana i Marthę Kentów oraz otrzymuje imię Clark. Z wiekiem rozwijają się w nim nadludzkie moce, które Jonathan każe mu ukrywać. Zabrania Clarkowi użycia jego mocy nawet podczas tornada, w którym traci życie. Obarczony poczuciem winy z powodu śmierci Jonathana Clark podróżuje po świecie w poszukiwaniu celu w życiu, ukrywając się pod różnymi pseudonimami.
Reporterka „Daily Planet” Lois Lane otrzymuje zadanie zbadania sprawy odnalezienia kryptońskiego statku zwiadowczego w kanadyjskiej Arktyce. Clark wchodzi na pokład statku w przebraniu robotnika i dowiaduje się od jego wzorowanej na jego ojcu Jor-Elu sztucznej inteligencji, że został wysłany na Ziemię, by przeżyć i poprowadzić jej mieszkańców. Podążając za Clarkiem, Lois nieumyślnie uruchamia system bezpieczeństwa statku, a Kent wykorzystuje swoje moce, by uratować Lois. Zakłada kostium znaleziony na statku i zaczyna testować swoje umiejętności latania. Nie mogąc przekonać przełożonego, Perry’ego White’a, do opublikowania artykułu na temat tego incydentu, Lois odnajduje Clarka w Smallville z zamiarem zdemaskowania go. Jednak Lois porzuca ten pomysł, gdy dowiaduje się o poświęceniu Jonathana Kenta. Podsyca to jednak podejrzenia Perry’ego.
Zod i jego załoga uwalniają się z więzienia, gdzie zostali wtrąceni za zdradę stanu w związku z ich działaniami przeciwko Kryptonowi. Udają się na Ziemię, by przekształcić ją w nowy Krypton, jako że posiadają kilka zdolnych do tego urządzeń ocalałych z kryptońskich placówek. Schwytawszy Clarka i Lois oficer naukowy Zoda, Jax-Ur, wydobywa z niego kodeks – kryptoński artefakt zawierający materiał genetyczny kryptońskich dzieci. Wykorzystując sztuczną inteligencję do przejęcia kontroli nad statkiem Clark i Lois uciekają i ostrzegają wojsko amerykańskie o planie Zoda, co prowadzi do konfrontacji Clarka z oddziałami Zoda.
Zod uruchamia swoje najpotężniejsze urządzenie, World Engine, które poważnie niszczy Metropolis i zagraża istnieniu ludzkości. Otrzymując kryptonim „Superman” Clark niszczy World Engine, natomiast wojsko przeprowadza samobójczy atak wysyłając oddziały Zoda z powrotem do więzienia. Kiedy statek zostaje zniszczony, a jedyna nadzieja Kryptona na odrodzenie przepada, Zod z zemsty przysięga zniszczyć Ziemię i jej mieszkańców. Walczy z Clarkiem, który zmuszony jest go zabić, gdy ten atakuje rodzinę na stacji kolejowej. Clark przekonuje rząd, by pozwolił mu działać niezależnie pod warunkiem, że nie zwróci się przeciwko ludzkości. Clark pod swoją cywilną tożsamością podejmuję pracę jako reporter „Daily Planet”.

## Obsada
- Henry Cavill jako Kal-El / Clark Kent, Kryptończyk wysłany przez rodziców jako niemowlę na Ziemię, gdzie odkrywa swoje nadludzkie zdolności. Cooper Timberline zagrał 9-letniego Clarka Kenta, a Dylan Sprayberry 13-letniego[5].
- Amy Adams jako Lois Lane, reporterka gazety Daily Planet i ukochana Clarka Kenta[6][7].
- Michael Shannon jako generał Zod, kryptoński generał z takimi samymi supermocami jak Superman, pragnący przekształcić Ziemię w nowy Krypton pod swoimi rządami[8].
- Kevin Costner jako Jonathan Kent, przybrany ojciec Clarka[9].
- Diane Lane jako Martha Kent, przybrana matka Clarka[9].
- Laurence Fishburne jako Perry White, redaktor naczelny Daily Planet i szef Lois Lane[10].
- Antje Traue jako Faora-Ul, współtowarzyszka generała Zoda i dowódca kryptońskiej armii[11].
- Ayelet Zurer jako Lara Lor-Van, biologiczna matka Kal-Ela i żona Jor-Ela[12].
- Christopher Meloni jako płk. Nathan Hardy, oficer Sił Powietrznych Stanów Zjednoczonych[13].
- Russell Crowe jako Jor-El, kryptoński naukowiec i biologiczny ojciec Kal-Ela[14][15].

Ponadto w filmie wystąpili również: Harry Lennix jako generał Calvin Swanwick, oficer armii Stanów Zjednoczonych, Christina Wren jako kapitan Carrie Ferris, oficer Sił Powietrznych Stanów Zjednoczonych i asystentka generała Swanwicka, Richard Schiff jako dr Emil Hamilton, naukowiec współpracujący z siłami zbrojnymi Stanów Zjednoczonych, Carla Gugino jako Kelorow (głos), kryptoński robot, Mackenzie Gray jako Jax-Ur, kryptoński naukowiec, który jest jednym ze zwolenników generała Zoda, Michael Kelly jako Steve Lombard, pracownik Daily Planet, Rebecca Buller jako Jenny Jurwich, stażystka Daily Planet. Jadin Gould, Rowen Kahn i Jack Foley wystąpili jako odpowiednio Lana Lang, Kenny Braverman i Pete Ross, koledzy Clarka Kenta z liceum. Joseph Cranford zagrał dorosłego Rossa, a Richard Cetrone, Samantha Jo, Revard Dufresne i Apollonia Vanova odpowiednio Tor-Ana, Car-Vexa, Dev-Ema II i Nadirę, kryptońskich żołnierzy działających pod rozkazami generała Zoda.

## Produkcja

### Rozwój projektu

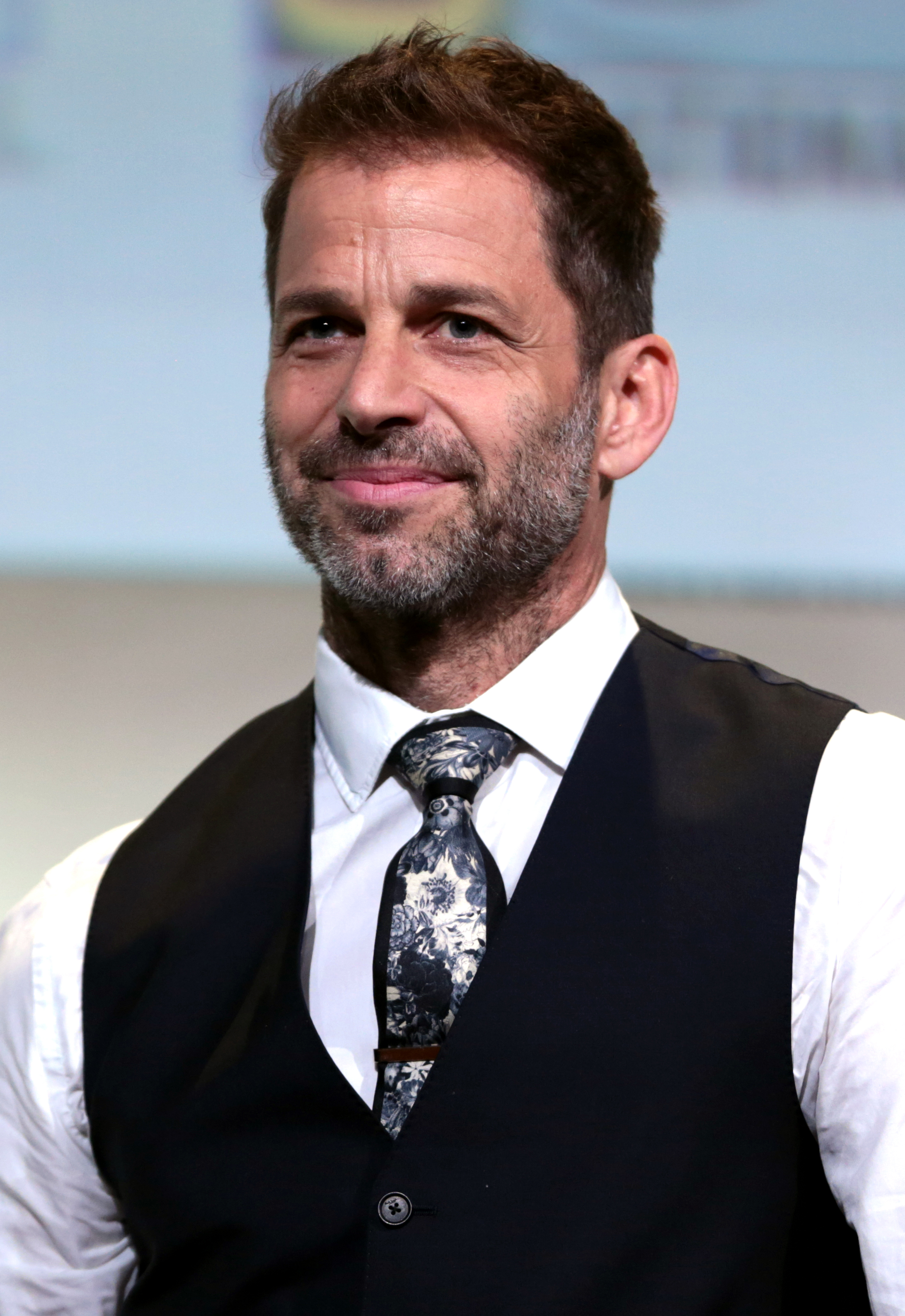
Zack Snyder, reżyser filmu

W czerwcu 2008 roku Warner Bros. zbierało propozycje od scenarzystów i reżyserów, na temat tego jak z powodzeniem zrestartować serię filmów o Supermanie. Wśród osób, które przedstawiły swoje pomysły na reboot znaleźli się autorzy komiksów: Grant Morrison, Mark Waid, Geoff Johns i Brad Meltzer, którzy jako przykład podali udany restart serii o Hulku. Mark Millar we współpracy z reżyserem Matthew Vaughnem planował ośmiogodzinną trylogię o Supermanie, której każda część ukazywałaby się w odstępie roku, podobnie jak w przypadku Władcy Pierścieni. Millar porównał ją do trylogii Ojca chrzestnego, która miałaby być kroniką całego życia Supermana: od początków na Kryptonie, kiedy to mały Kal-El jest świadkiem walki ojca o ocalenie planety, aż po finał, w którym Superman traci swoje moce, gdy Słońce zaczyna stawać się supernową. Według Millara Vaughn zaproponował, by Supermana zagrał Charlie Cox.
W sierpniu 2008 roku wytwórnia Warner Bros. zaproponowała restart serii filmowej o Supermanie. Szef studia Jeff Robinov planował, że film ukaże się w 2010 lub 2011 roku. Paul Levitz stwierdził w jednym z wywiadów, że Batman jest kluczem do rebootu Supermana wyjaśniając: „Wszyscy czekają, aż Nolan podpisze kontrakt na kolejny film o Batmanie, a kiedy to nastąpi, data premiery Supermana i wszystkich innych przyszłych projektów zostanie przesunięta”. W lutym 2009 roku McG, który wcześniej planował wyreżyserować Superman: Flyby, wyraził zainteresowanie powrotem do franczyzy. W sierpniu 2009 roku zapadł wyrok sądowy, w którym rodzina Jerry’ego Siegela odzyskała 50% praw do historii Supermana oraz udział Siegela w prawach do „Action Comics” #1. Ponadto sędzia orzekł, że Warner Bros. nie jest winne rodzinom dodatkowych tantiem za poprzednie filmy. Gdyby jednak nie rozpoczęli produkcji filmu o Supermanie do 2011 roku, wówczas spadkobiercy Shustera i Siegela będą mogli złożyć pozew o utracone dochody z nieprodukowanego filmu.
Podczas dyskusji nad fabułą filmu Mroczny Rycerz powstaje w 2008 roku David S. Goyer przedstawił Christopherowi Nolanowi swój pomysł na ukazanie Supermana w nowoczesnym kontekście. Będąc pod wrażeniem koncepcji Goyera Nolan przekazał ją studiu, które zatrudniło Nolana do produkcji, a Goyera do napisania scenariusza, ze względu na sukces filmu Mroczny Rycerz. Nolan wyjaśnił jednak, że nowy film nie będzie miał żadnego związku z poprzednimi seriami filmowymi: „Każda z nich służy wewnętrznej logice tej historii. Nie mają ze sobą nic wspólnego”.
Planowano, że w filmie znajdą się odniesienia do innych superbohaterów, co da możliwość powstania kolejnego Uniwersum DC. Guillermo del Toro, z którym Goyer pracował przy Blade II, odrzucił propozycję objęcia stanowiska reżysera ze względu na swoje zaangażowanie w filmową adaptację At the Mountains of Madness. Pod uwagę brani byli także Ben Affleck (który później został obsadzony w roli Bruce’a Wayne’a / Batmana w kontynuacji filmu), Darren Aronofsky, Duncan Jones, Jonathan Liebesman, Matt Reeves (który później wyreżyserował reboot Batmana), Robert Zemeckis i Tony Scott, ale ostatecznie w październiku 2010 roku zatrudniono Zacka Snydera. Casting rozpoczął się w listopadzie następnego roku.
Scenorys do filmu stworzył wraz ze Snyderem Jay Oliva, dla którego był to pierwszy pełnometrażowy projekt fabularny. Jako inspirację dla scen walki w filmie Oliva podał anime Dragon Ball Z i Wspaniałą Birdy.

### Casting
Pod koniec stycznia 2011 ogłoszono, że Henry Cavill został obsadzony w roli Clarka Kenta. Został on pierwszym nieamerykańskim aktorem, który wcielił się w tę postać. Wcześniej był obsadzony w filmie Superman: Flyby, który ostatecznie został odłożony na półkę; wcześniej był także brany pod uwagę do roli w filmie Superman: Powrót z 2006 roku, ale w filmie tym ostatecznie obsadzono Brandona Routha. W wywiadzie dla magazynu „Total Film” Cavill stwierdził, że stosuje specjalną dietę, trenuje ponad dwie godziny dziennie i spożywa białko, aby przybrać na masie mięśniowej do roli. W przesłuchaniu brał również udział Tyler Hoechlin, który później wcieli się w postać Kenta w Arrowverse i Superman & Lois. W marcu 2011 poinformowano, że w rolę Lois wcieli się Amy Adams. Pod uwagę brano także Kristen Stewart, Zoe Saldañę, Olivię Wilde i Milę Kunis. Adams wcześniej dwa razy brała udział w przesłuchaniach do roli: raz do niewyprodukowanego filmu Superman: Flyby, a drugi raz do Superman: Powrót. Adams ujawniła, że jej postać jest „niezależną, przebojową kobietą..., ale osadzoną w bardziej rozpoznawalnym świecie”. W tym samym miesiącu Laurence Fishburne został obsadzony jako Perry White. Jest on pierwszym Afroamerykaninem, który wcielił się w tę postać. W kwietniu 2011 poinformowano, że Michael Shannon zagra generała Zoda. Pod uwagę brano także Viggo Mortensena i Daniela Day-Lewisa. Tego samego miesiąca ogłoszono, że żeński ciemny charakter zagra Antje Traue. Wcześniej propozycję zagrania tej roli otrzymała Gal Gadot, ale odmówiła, ponieważ była wtedy w ciąży. Dzięki temu później została obsadzona w roli Wonder Woman w sequelu filmu. Pod koniec sierpnia tego samego roku do obsady dołączył Kevin Costner jako ojciec Clarka Kenta. Kilka miesięcy wcześniej poinformowano, że matkę Clarka zagra Diane Lane. We wrześniu ujawniono, że Ayelet Zurer zagra biologiczną matkę Supermana. Wcześniej ogłoszono, że tę rolę otrzyma Julia Ormond, ale ta zrezygnowała. Negocjacje w sprawie roli prowadziła też Connie Nielsen. Ostatecznie została później obsadzona w roli Królowej Hippolity w filmie Wonder Woman. W czerwcu swój udział w filmie potwierdził Christopher Meloni, jednak nie ujawnił szczegółów roli. Tego samego miesiąca ujawniono, że w rolę biologicznego ojca Clarka wcieli się Russell Crowe. Pod uwagę brani byli także Sean Penn oraz Clive Owen.

### Zdjęcia
Zdjęcia główne rozpoczęły się 1 sierpnia 2011 roku w parku przemysłowym niedaleko DuPage Airport pod kryptonimem „Autumn Frost”. Zack Snyder nie chciał kręcić filmu w 3D ze względu na ograniczenia techniczne formatu. Zdecydował się nakręcić film dwuwymiarowo i przekonwertować go do 3D w postprodukcji. Snyder postanowił też nakręcić film na taśmie filmowej zamiast cyfrowo, ponieważ uważał, że dzięki temu będzie „wielkim przeżyciem filmowym”. Autor zdjęć, Amir Mokri, nakręcił produkcję kamerami Panavision Panaflex Millennium XL2 i anamorficznymi obiektywami serii C. Filmowanie miało trwać od dwóch do trzech miesięcy. W październiku 2011 poinformowano o zakończeniu zdjęć, a według wywiadu z Michaelem Shannonem dodatkowy okres zdjęciowy miał trwać do lutego 2012.
Człowiek ze stali kręcony był w okolicach Chicago, Kalifornii oraz w Burnaby’s Mammoth Studios w Vancouver, które posłużyło jako plan zdjęciowy dla Kryptonu i pozaziemskich samolotów przedstawionych w filmie. Nadbrzeże North Shore w Vancouver zostało również wykorzystane do sceny ratowania platformy wiertniczej, w której Superman zostaje ukazany po raz pierwszy. Od 7 do 17 września 2011 zdjęcia do filmu odbywały się w Chicago Loop. Zdjęcia w Chicago były projektem jednostkowym, co oznacza, że kręcono liczne ujęcia wprowadzające, a na planie niekoniecznie byli obecni główni członkowie obsady.
Scenografią zajął się Alex McDowell, a montażem David Brenner.

### Kostiumy
W Człowieku ze stali pojawia się kostium Supermana zaprojektowany przez Jamesa Achesona i Michaela Wilkinsona. Kostium zachowuje kolorystykę i logo „S”, ale ma ciemniejsze odcienie oraz nie ma w nim czerwonych spodenek, noszonych zwykle przez Supermana. Zack Snyder wraz z producentami próbował opracować kostium z czerwonymi spodenkami, ale nie udało mu się opracować takiego, który pasowałby do tonu filmu, co doprowadziło do usunięcia ich z kostiumu. Z powodu niedostępności Wilkinsona Snyder wybrał Achesona do zaprojektowania kostiumu, jednak ten tylko rozpoczął prace, a Wilkinson później je dokończył i opracował także kostiumy innych postaci. Ze względu na znaczną wagę praktycznego kostiumu kryptońska zbroja generała Zoda została nałożona na aktora za pomocą CGI, aby umożliwić Shannonowi „swobodę ruchów”.

### Efekty specjalne
Efekty wizualne przygotowały studia Weta Digital, MPC, Scanline i Double Negative, a całość nadzorował John „DJ” Desjardin.
Firma Weta Digital opracowała kryptońskie środowiska, stworzenia i technologię pokazane w pierwszym akcie filmu, rozgrywającym się na planecie Krypton. Odpowiadała także za sceny tworzenia i niszczenia planety. Studio DNEG przygotowało około 400 ujęć w trzecim i ostatnim akcie. Są to sceny m.in. zniszczenia Metropolis, bitwy Supermana z Zodem (w której częściowo nałożono cyfrowo twarze aktorów na dublerów), a także zaprojektowanie i stworzenie zbroi generała Zoda oraz jego maszyny, World Engine i miasta Metropolis. Firma Scanline odpowiadała za około 90 ujęć w czterech różnych scenach, w tym scenę tornada w stanie Oklahoma, zniszczenie platformy wiertniczej, wzrok rentgenowski, sceny retrospekcji i kilka mniejszych, pojedynczych ujęć. Studio MPC przygotowało sekwencje: bitwy o Smallville, Supermana wychodzącego z wraku kryptońskiego statku i latającego po raz pierwszy, Supermana poddającego się wojsku, a następnie Kryptończykom, ratunek Lois na Escape Pod, odnalezienie kryptońskiego statku w pokrywie lodowej, sekwencję snu, w której Superman znajduje się na pokładzie Black Zero oraz różne ujęcia lotnicze w całym filmie. Przed przygotowaniem efektów wizualnych przeprowadzono wstępną wizualizację niektórych ujęć w celu stworzenia choreografii walk. Po wstępnych wizualizacjach sceny były filmowane stopniowo.
W sumie w filmie jest ponad 1500 ujęć, w których użyto efektów specjalnych.

## Muzyka
Hans Zimmer początkowo zaprzeczał doniesieniom, jakoby miał skomponować muzykę do filmu, ale w czerwcu 2012 roku informacja ta została potwierdzona. Aby całkowicie odróżnić Człowieka ze stali od poprzednich filmów, nie wykorzystano kultowego „Superman March” Johna Williamsa. Ścieżka dźwiękowa Hansa Zimmera do Człowieka ze stali została opublikowana 11 czerwca 2013 roku. Nieoficjalna wersja ścieżki dźwiękowej z trzeciego zwiastuna, zatytułowana „An Ideal of Hope”, będąca okrojoną wersją utworu „What Are You Going to Do When You Are Not Saving the World?”, została udostępniona 19 kwietnia 2013. Pod koniec kwietnia ujawniono oficjalną listę utworów, które znajdą się na dwupłytowym wydaniu deluxe.
| Disc 1 – Flight – 2013 | Disc 1 – Flight – 2013                                        | Disc 1 – Flight – 2013 |
| Nr                     | Tytuł utworu                                                  | Długość                |
| ---------------------- | ------------------------------------------------------------- | ---------------------- |
| 1.                     | „Look to the Stars”                                           | 2:54                   |
| 2.                     | „Oil Rig”                                                     | 1:31                   |
| 3.                     | „Sent Here for a Reason”                                      | 3:46                   |
| 4.                     | „DNA”                                                         | 3:18                   |
| 5.                     | „Goodbye My Son”                                              | 1:57                   |
| 6.                     | „If You Love These People”                                    | 3:02                   |
| 7.                     | „Krypton's Last”                                              | 1:58                   |
| 8.                     | „Terraforming”                                                | 9:46                   |
| 9.                     | „Tornado”                                                     | 2:46                   |
| 10.                    | „You Die or I Do”                                             | 3:04                   |
| 11.                    | „Launch”                                                      | 2:29                   |
| 12.                    | „Ignition”                                                    | 1:12                   |
| 13.                    | „I Will Find Him”                                             | 2:57                   |
| 14.                    | „This Is Clark Kent”                                          | 3:36                   |
| 15.                    | „I Have So Many Questions”                                    | 3:21                   |
| 16.                    | „Flight”                                                      | 4:09                   |
| 17.                    | „What Are You Going to Do When You Are Not Saving the World?” | 5:26                   |
|                        |                                                               | 57:12                  |

| Disc 2 – Experiments from the Fortress of Solitude – 2013 | Disc 2 – Experiments from the Fortress of Solitude – 2013 | Disc 2 – Experiments from the Fortress of Solitude – 2013 |
| Nr                                                        | Tytuł utworu                                              | Długość                                                   |
| --------------------------------------------------------- | --------------------------------------------------------- | --------------------------------------------------------- |
| 1.                                                        | „„Man of Steel” (Hans’ Original Sketchbook)”              | 28:11                                                     |

| Disc 2 – Experiments from the Fortress of Solitude (wersja deluxe) – 2013 | Disc 2 – Experiments from the Fortress of Solitude (wersja deluxe) – 2013 | Disc 2 – Experiments from the Fortress of Solitude (wersja deluxe) – 2013 |
| Nr                                                                        | Tytuł utworu                                                              | Długość                                                                   |
| ------------------------------------------------------------------------- | ------------------------------------------------------------------------- | ------------------------------------------------------------------------- |
| 1.                                                                        | „„Man of Steel” (Hans’ Original Sketchbook)”                              | 28:11                                                                     |
| 2.                                                                        | „Are You Listening, Clark?”                                               | 2:39                                                                      |
| 3.                                                                        | „General Zod”                                                             | 7:21                                                                      |
| 4.                                                                        | „You Led Us Here”                                                         | 2:59                                                                      |
| 5.                                                                        | „This Is Madness!”                                                        | 3:48                                                                      |
| 6.                                                                        | „Earth”                                                                   | 6:11                                                                      |
| 7.                                                                        | „Arcade”                                                                  | 7:25                                                                      |
|                                                                           |                                                                           | 58:34                                                                     |

## Marketing
Aby stworzyć oficjalną stronę filmu Warner Bros. i DC Comics zdobyły prawa do domeny manofsteel.com, używanej przez osobę publiczną. 20 listopada 2012 roku, z okazji premiery DVD i Blu-ray filmu Mroczny Rycerz powstaje, Warner Bros. uruchomiło na stronie filmu odliczanie, którym fani mogli dzielić się na portalach takich jak Facebook czy Twitter, by odblokować „ekskluzywną nagrodę”. 3 grudnia 2012 roku ujawniono, że jest nią oficjalny plakat Człowieka ze stali. Przedstawiał on aresztowanego Supermana i spotkał się z pozytywną reakcją wywołując wiele spekulacji na temat fabuły filmu. 10 grudnia 2012 roku pod adresem dsrwproject.com pojawiła się strona internetowa, na której udostępniono sygnały dźwiękowe do rozszyfrowania przez widzów. Ze względu na prawa autorskie do strony odkryto, że jest ona związana z filmem. Rozszyfrowana wiadomość prowadziła czytelników do innej strony internetowej z odliczaniem do publicznej premiery zwiastuna. W oczekiwaniu na film firma Mattel zaprezentowała serię zabawek zawierającą figurki Movie Masters. Ponadto firma Lego wypuściła trzy zestawy Człowieka ze stali inspirowane scenami z filmu. Rubie’s Costume Co. wypuściła także nową linię kostiumów i akcesoriów inspirowanych filmem. Film miał zarobić ponad 160 milionów dolarów dzięki marketingowi.
Warner Bros. zatrudniło chrześcijańską firmę marketingową Grace Hill Media, aby pomóc w rozpowszechnianiu chrześcijańskiej tematyki filmu wśród grup wyznaniowych. W związku z tym, że hollywoodzkie studia filmowe często kierują swoje filmy do określonych grup religijnych i kulturowych, stworzono specjalne zwiastuny, w których podkreślono tonację religijną. Wcześniej Warner Bros. skierowało do grup wyznaniowych takie filmy jak Wielki Mike, Pamiętnik, Księga ocalenia oraz serię Harry Potter. Warner Bros. zwróciło się także do profesora Craiga Detweilera z Pepperdine University z prośbą o „stworzenie koncentrującego się na Supermanie konspektu kazania dla pastorów, zatytułowanego Jesus: The Original Superhero”.

## Wydanie

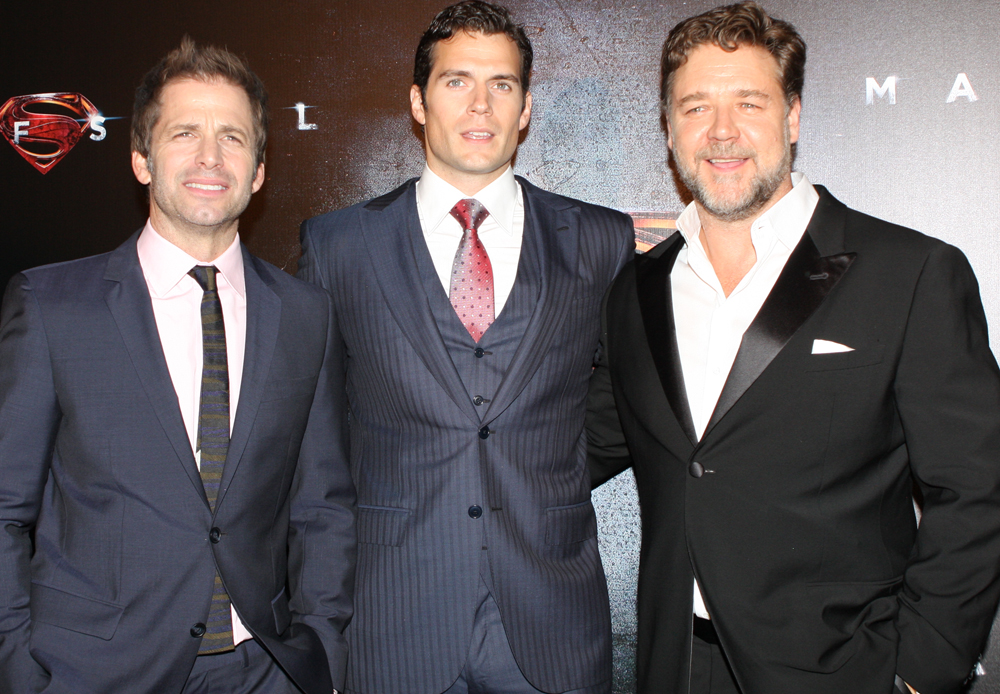
Od lewej: reżyser Zack Snyder oraz aktorzy Henry Cavill i Russell Crowe na światowej premierze Człowieka ze stali w Sydney

Światowa premiera Człowieka ze stali z udziałem głównych członków obsady i ekipy produkcyjnej miała miejsce 10 czerwca 2013 w Lincoln Center’s Alice Tully Hall w Nowym Jorku. 13 czerwca produkcja ukazała się m.in. w Japonii, Danii, Chile, Argentynie i Portugalii. W Wielkiej Brytanii i Stanach Zjednoczonych film zadebiutował 14 czerwca. Tego samego dnia premiera miała miejsce m.in. w Brazylii, Meksyku, Turcji, Kolumbii i Bułgarii. We Francji Człowiek ze stali ukazał się 19 czerwca, a dzień później w Niemczech i Grecji. 21 czerwca miała miejsce premiera w Polsce, Hiszpanii i Norwegii, a 26 czerwca w Szwecji.
W formacie 3D i IMAX film zadebiutował 14 czerwca 2013.
W formacie DVD oraz Blu-ray i Blu-ray 3D film został wydany 12 listopada 2013, a w Wielkiej Brytanii 2 grudnia 2013. Według stanu na marzec 2022 sprzedano ponad 2,3 miliona płyt DVD oraz 3,3 miliona płyt Blu-ray, co daje odpowiednio 44,2 miliona dolarów i 76 milionów dolarów zysku. 19 lipca 2016 film został wydany w formacie 4K Ultra HD Blu-ray.

## Odbiór

### Box office
Człowiek ze stali zarobił 291 milionów dolarów w Stanach Zjednoczonych i Kanadzie oraz 377 milionów dolarów na innych rynkach osiągając łączny zysk 668 milionów dolarów na całym świecie, co czyni go najlepiej zarabiającym solowym filmem o Supermanie w historii i drugim co do wielkości po uwzględnieniu inflacji. Jest to również drugi co do wielkości najlepiej zarabiający reboot wszech czasów, po Niesamowitym Spider-Manie. Serwis Deadline Hollywood obliczył, że zysk netto filmu wyniósł 42,7 miliona dolarów po uwzględnieniu wszystkich wydatków i przychodów, co czyni go dziewiątą najbardziej dochodową premierą 2013 roku. W weekend otwarcia film zarobił 116,6 miliona dolarów, w tym 17,5 miliona dolarów w kinach IMAX.
Film zarobił ostatecznie 44 miliony dolarów w dniu otwarcia i 56,1 miliona dolarów licząc pokazy przedpremierowe. Wartość brutto w dniu otwarcia była drugą najwyższą kwotą dla filmu niebędącego sequelem i dwudziestą co do wielkości w historii. 116,6 mln dolarów brutto w weekend otwarcia było trzecią najwyższą kwotą w 2013 roku, za Iron Manem 3 (174,1 mln dolarów) i Igrzyska śmierci: W pierścieniu ognia (158,1 mln USD) i trzecią co do wielkości wśród filmów niebędących sequelami, po Avengers (207,4 mln USD) i Igrzyskach śmierci (152,5 mln USD).
Człowiek ze stali zarobił 73,3 miliona dolarów w weekend otwarcia w 24 krajach, w tym 4,2 miliona dolarów w 79 kinach IMAX ustanawiając tym samym rekord weekendu otwarcia dla IMAX. Film ustanowił rekord dnia otwarcia na Filipinach, gdzie zarobił 1,66 miliona dolarów. W Wielkiej Brytanii, Irlandii i na Malcie zysk wyniósł 5,6 miliona dolarów w dniu otwarcia i 46,1 miliona dolarów łącznie. Największe wpływy poza Stanami Zjednoczonymi film uzyskał w Chinach, gdzie w ciągu czterech dni zarobił 25,9 miliona dolarów, a łącznie prawie 63,5 miliona dolarów. Zyski z Hiszpanii wyniosły 10 milionów dolarów, z Francji 20 milionów dolarów, a w Polsce film zarobił 1,2 mln dolarów.

### Reakcje krytyków
Film spotkał się z mieszanymi recenzjami krytyków. W serwisie Rotten Tomatoes 56% z 340 recenzji uznano za pozytywne, a średnia ocen wystawionych na ich podstawie wyniosła 6,2/10. W agregatorze Metacritic średnia ważona ocen z 47 recenzji wyniosła 55 punktów na 100 punktów. Natomiast według serwisu CinemaScore, zajmującego się mierzeniem atrakcyjności filmów w Stanach Zjednoczonych, publiczność przyznała mu ocenę „A-” w skali od A+ do F.
Scott Foundas z magazynu „Variety” stwierdził, że „pozbawiony humoru ton i bezlitośnie hałaśliwa estetyka pogarszają jakość tej mocno nagłośnionej i świetnie sprzedanej atrakcji” dodając: „ambicja nakręcenia bardziej mrocznego filmu o Supermanie jest z pewnością godna podziwu, ale wiele z tego, co Snyder i Goyer postanowili naprawić, nie było w gruncie rzeczy zepsute”. Peter Bradshaw z „The Guardian” ocenił film na trzy gwiazdki z pięciu możliwych pisząc: „To wspaniała, duża, mięsista, przeżarta przygoda superbohaterska, która zasadniczo robi to, co sobie zamierzyła, choć jest zbyt długa” i stwierdzając, że brakowało „łagodnych, niewinnych przyjemności płynących z codziennego życia Supermana walczącego z przestępczością”. Dan Jolin z magazynu „Empire” wystawił filmowi cztery gwiazdki na pięć i napisał: „Prosi się o więcej głębi, ciepła i humoru, ale to spektakularny film sci-fi – wielki, operowy, melodramatyczny, imponujący. To historia o pochodzeniu Supermana odpowiednia dla naszych czasów i zapowiedź tego, co mogłoby być pożądaną nową superfranczyzą. Jim Vejvoda z serwisu IGN przyznał filmowi ocenę 9 na 10, chwaląc sekwencje akcji i występy Kevina Costnera, Russella Crowe’a i Michaela Shannona i stwierdzając, że jest to „najlepszy film o Supermanie od czasu oryginału z 1978 roku, który udowadnia, że DC może dorównać Marvelowi”. Todd McCarthy z „The Hollywood Reporter” stwierdził, że „ogromna, pełna historii ekstrawagancja Zacka Snydera to praca odwykowa, która być może nie wołała o to, by ją wykonać, ale okazuje się tak przytłaczająca w swej wielkości i sile, że trudno się jej nie poddać”; McCarty chwalił również muzykę Hansa Zimmera. Richard Corliss z tygodnika „Time” powiedział: „Film odnajduje swoją prawdziwą, wzniosłą pozycję nie wtedy, gdy ukazuje niezwykłe moce Kal-Ela, ale gdy dramatyzuje buzujące człowieczeństwo Clarka Kenta. Część »super« w Człowieku ze stali jest jedynie w porządku, ale część »ludzka« [man] jest super”. Ann Hornaday z „The Washington Post” stwierdziła, że „jałowa, przekombinowana ścieżka dźwiękowa Hansa Zimmera” sprawia, że film „ogląda się wyjątkowo nieprzyjemnie”. Peter Travers z „Rolling Stone” przyznał filmowi trzy gwiazdki na cztery mówiąc: „Człowiek ze stali, który gmatwa się pomiędzy akcją a dramatem to z pewnością wyboista przejażdżka. Ale nie sposób pozostać ślepym na jego cuda”.
Jakub Popielecki z portalu Filmweb przyznał filmowi sześć gwiazdek z dziesięciu krytykując scenariusz, ale chwaląc obsadę i pisząc, że jest to „bezapelacyjnie widowisko pierwszej klasy”. Jakub Syty z paradoks.net również ocenił film na 6 na 10 stwierdzając, że „film Zacka Snydera miał potencjał na trochę głębsze sięgniecie do psychiki mężczyzny znanego jako Clark Kent, skrywającego tożsamość najpotężniejszego herosa z komiksowego uniwersum DC”. Piotr Piskozub z naEkranie.pl wystawił ocenę 7 punktów z 10 i napisał: „Człowiek ze Stali to bez dwóch zdań udana próba opowiedzenia historii pierwszego z superbohaterów na nowo”, ale stwierdził, że „oczekiwania, jak się wydaje, były znacznie większe niż najszczersze chęci Briana Michaela Bendisa”. Krzysztof Walecki z portalu film.org.pl uznał, że „gdy kręci się film o najpotężniejszym ze wszystkich superbohaterów trzeba pokazać rzeczy, których nigdzie indziej nie zobaczymy. I dzieło Snydera tej obietnicy dotrzymuje”. Damian Drabik na łamach portalu kulturacja.pl skrytykował scenariusz filmu uznając go za „tandetny”, ale napisał, że film „stanowi gwarancję ponad dwóch godzin znakomitej i efekciarskiej rozrywki, która jako klasyczny odmóżdżacz sprawdzi się doskonale”.

## Analizy
Wielu recenzentów interpretowało Człowieka ze stali jako alegorię religijną zważając na to, że Warner Bros. stworzyło stronę internetową, na której znajduje się „dziewięciostronicowa broszura zatytułowana Jesus: The Original Superhero”. Justin Craig porównał walkę Kal-Ela do Męki Pańskiej stwierdzając, że „Kal-El jest bardziej niż gotów poświęcić się, by ocalić mieszkańców Ziemi. Początkowo niechętny do ujawnienia światu swojej tożsamości i mocy, Superman decyduje się oddać się w ręce Zoda, by ocalić ludzkość przed zagładą”. Craig twierdzi również, że w Człowieku ze stali można odnaleźć alegorię do Trójcy Świętej: „Jor-El powraca do Kal-Ela na Ziemi jako duch prowadząc swojego początkującego syna w jego podróży ku zbawieniu. Zanim Jor-El wyśle swojego syna na Ziemię niczym Mojżesza mówi żonie, że tak jak Jezus, »będzie dla nich bogiem«”. Paul Asay z „The Washington Post” pisze, że „Superman unosi się w przestrzeni z rękami rozłożonymi jak gdyby przybity do niewidzialnego krzyża”, o czym wspomina również Craig w swojej ocenie filmu. Główny bohater filmu ma również 33 lata i szuka „porady w kościele”. Colin Liotta z The Huffington Post porównał Zoda do Adolfa Hitlera stwierdzając: „Czuje, że jego wizja czystego Kryptonu (czyli społeczeństwa podobnego do tego, które Hitler przewidział w swoim programie eugenicznym) jest jedyną odpowiedzią na przetrwanie”.

## Nagrody i nominacje
| Rok  | Nagroda                           | Kategoria                                                               | Nominowani                                                                        | Wynik     | Źródło          |
| ---- | --------------------------------- | ----------------------------------------------------------------------- | --------------------------------------------------------------------------------- | --------- | --------------- |
| 2014 | Annie Awards                      | Najlepsze indywidualne osiągnięcie: efekty animowane w filmie aktorskim | Jonathan Paquin, Brian Goodwin, Gray Horsfield, Mathieu Chardonnet, Adrien Toupet | Nominacja | [ 161 ]         |
| 2013 | British Academy Children’s Awards | Najlepszy film fabularny                                                | Człowiek ze stali                                                                 | Nominacja | [ 162 ]         |
| 2014 | Critics’ Choice Awards            | Najlepszy aktor w filmie akcji                                          | Henry Cavill                                                                      | Nominacja | [ 163 ]         |
| 2013 | Golden Trailer Awards             | Najlepszy zwiastun letniego blockbustera 2013                           | Człowiek ze stali                                                                 | Nominacja | [ 164 ]         |
| 2013 | Golden Trailer Awards             | Najlepszy plakat letniego blockbustera 2013                             | Człowiek ze stali                                                                 | Wygrana   | [ 164 ]         |
| 2013 | Golden Trailer Awards             | Najlepszy plakat                                                        | Człowiek ze stali                                                                 | Nominacja | [ 164 ]         |
| 2013 | Houston Film Critics Society      | Najlepsza oryginalna ścieżka dźwiękowa                                  | Hans Zimmer                                                                       | Nominacja | [ 165 ]         |
| 2013 | NewNowNext Awards                 | Cause You’re Hot                                                        | Henry Cavill                                                                      | Nominacja | [ 166 ] [ 167 ] |
| 2013 | NewNowNext Awards                 | Następny film, który trzeba zobaczyć                                    | Człowiek ze stali                                                                 | Wygrana   | [ 166 ] [ 167 ] |
| 2014 | MTV Movie Awards                  | Najlepszy bohater                                                       | Henry Cavill                                                                      | Wygrana   | [ 168 ]         |
| 2014 | People’s Choice Awards            | Ulubiona aktorka dramatyczna                                            | Amy Adams                                                                         | Nominacja | [ 169 ]         |
| 2014 | Nagroda Saturn                    | Najlepsza adaptacja komiksu                                             | Człowiek ze stali                                                                 | Nominacja | [ 170 ]         |
| 2014 | Nagroda Saturn                    | Najlepsza kreacja młodego aktora lub aktorki                            | Dylan Sprayberry                                                                  | Nominacja | [ 170 ]         |
| 2014 | Nagroda Saturn                    | Najlepsze efekty specjalne                                              | Joe Letteri, John „DJ” Desjardin, Dan Lemmon                                      | Nominacja | [ 170 ]         |
| 2013 | Teen Choice Awards                | Ulubiony pocałunek                                                      | Henry Cavill oraz Amy Adams                                                       | Nominacja | [ 171 ]         |
| 2013 | Teen Choice Awards                | Film akcji lata                                                         | Człowiek ze stali                                                                 | Nominacja | [ 171 ]         |
| 2013 | Teen Choice Awards                | Aktor lata                                                              | Henry Cavill                                                                      | Nominacja | [ 171 ]         |
| 2013 | Teen Choice Awards                | Aktorka lata                                                            | Amy Adams                                                                         | Nominacja | [ 171 ]         |
| 2014 | Visual Effects Society            | Najlepsza kinematografia w filmie                                       | Daniel Paulsson, Edmund Kolloen, Joel Prager, David Stripinis                     | Nominacja | [ 172 ]         |
| 2014 | Visual Effects Society            | Najlepsze efekty specjalne w filmie                                     | Brian Goodwin, Gray Horsfield, Mathieu Chardonnet, Adrien Toupet                  | Nominacja | [ 172 ]         |

## Kontynuacje

### DC Extended Universe
Sukces Człowieka ze stali zapoczątkował plany Warner Bros. dotyczące rozbudowanego uniwersum filmowego z postaciami z komiksów DC Comics. W lipcu 2013 Snyder zapowiedział na Comic-Conie w San Diego, że w sequelu Człowieka ze stali Superman i Batman spotkają się po raz pierwszy na wielkim ekranie. Cavill, Adams, Lane i Fishburne powrócą do swoich ról. Snyder powiedział, że film będzie brać inspirację z komiksu The Dark Knight Returns. W sierpniu 2013 ogłoszono, że Ben Affleck zagra Batmana, zaś w grudniu 2013 Gal Gadot została obsadzona w roli Wonder Woman. Później w tym samym miesiącu scenarzysta Operacji Argo, Chris Terrio, został zatrudniony do wprowadzenia zmian w scenariuszu w związku z zaangażowaniem Davida S. Goyera w inne projekty. W styczniu 2014 w związku z opóźnieniami w produkcji przesunięto datę premiery z 17 lipca 2015 na 6 maja 2016, a w sierpniu tego samego roku podano ostateczną datę premiery światowej – 25 marca 2016. W maju 2014 ogłoszono tytuł filmu – Batman v Superman: Dawn of Justice. Początkowo film miał być bezpośrednią, następną częścią Człowieka ze stali, ale został przekształcony w niebezpośrednią kontynuację.
Polski oddział Warner Bros. 21 kwietnia 2014 ogłosił oficjalny polski tytuł filmu – Batman v Superman: Świt sprawiedliwości, a także ujawnił, że polską datą premiery będzie 1 kwietnia 2016.
Choć odtwórca roli Supermana, Henry Cavill, nie uważa tego filmu za sequel Człowieka ze stali, Zack Snyder stwierdził, że „w pewnym sensie Batman v Superman: Świt sprawiedliwości to Człowiek ze stali 2".

### Planowany reboot lub bezpośredni sequel
W sierpniu 2016 roku portal TheWrap poinformował, że kolejny film o Supermanie jest w zaawansowanej fazie rozwoju z najwyższym priorytetem. Informacje o samodzielnym filmie o Supermanie zostały później potwierdzone przez Dany’ego Garcię, menedżera Cavilla. Podczas promocji filmu Arrival, Amy Adams potwierdziła, że rozpoczęły się prace nad scenariuszem. W marcu 2017 roku ogłoszono, że Warner Bros. chce, aby Matthew Vaughn wyreżyserował film. W kwietniu 2018 roku poinformowano, że Christopher McQuarrie rozważał wyreżyserowanie filmu, ale zrezygnował. W maju 2019 roku serwis Polygon poinformował, że Vaughn zrezygnował z negocjacji. W lipcu 2019 roku McQuarrie ujawnił, że on i Cavill złożyli studiu propozycję wspólnego filmu o Supermanie i Zielonej Latarni, ale zostały one odrzucone. W styczniu 2020 roku James Gunn powiedział, że otrzymał propozycję wyreżyserowania produkcji o Supermanie, którą odrzucił na rzecz reżyserii Legion samobójców: The Suicide Squad. Zaprzeczył jednak, jakoby film miał być sequelem Człowieka ze stali.